# 今村岳司
今村 岳司（いまむら たけし、1972年（昭和47年）11月28日 - ）は、日本の政治家。元兵庫県西宮市長（1期）、元西宮市議会議員（4期）、元関西学院大学専門職大学院経営戦略研究科企業経営戦略コース客員教員。

## 来歴
兵庫県西宮市生まれ。神戸大学教育学部附属住吉小学校、甲陽学院中学校・高等学校、京都大学法学部（国際政治学・高坂ゼミ）卒業。大学在学中は、進学塾「浜学園」で算数科の講師を務めていた。大学卒業後、就職面接で「いずれ政治家になるので時期が来たら辞める」と宣言した上でリクルート（現・リクルートホールディングス）に入社した。会社が発行する転職情報誌『Bing（ビーイング）』の営業職に就く。
政治家になる目途がついたことを理由に1999年にリクルートを退社。同年4月25日投開票の西宮市議会議員選挙に無所属で出馬し、最年少の26歳でトップ当選した。
初当選後、6月に開かれた西宮市議会初日に「茶髪、ピアス、ひげヅラ」という格好で市議会に現れ、話題となる。選挙戦とはまったく異なる姿であったことについて問われると「（写真は）あの方が選挙に通ると思ったから。こっちが本来の自分です」とコメントした。人目を引く出で立ちの意義については、「政治の業界には…若いやつが政治に目を向けたくなるような同世代のヒーローがいない。じゃ、おれが興味の対象になってやろう」と語った。
以後、4期連続で西宮市議に当選し、うち初当選を含む3回は得票数トップで当選した。
2013年11月28日、西宮市長選挙に出馬する意向を表明。市長選挙告示前日の2014年4月12日、西宮市議会議長に辞職願を提出し、市議を辞職した。4月20日に行われた西宮市長選に既成政党の推薦や支持を受けずに立候補。自民・民主・公明3党の推薦を受けて出馬した現職の河野昌弘市長、前市議の高橋倫恵ら2候補を破り、初当選した。選挙戦では「文教住宅都市を取り戻す」とアピールし市民からの期待が集まったが、のちに市議から「市長であるにもかかわらず市外（神戸市北区）に家を持ち、何が文教住宅都市の推進だ」と批判を浴びた。同年5月16日、市長就任。
※当日有権者数：374,775人 最終投票率：36.41%（前回比：＋2.76pts）
| 候補者名 | 年齢 | 所属党派 | 新旧別 | 得票数   | 得票率 | 推薦・支持                     |
| -------- | ---- | -------- | ------ | -------- | ------ | ------------------------------ |
| 今村岳司 | 41   | 無所属   | 新     | 59,576票 | 44.17% |                                |
| 河野昌弘 | 68   | 無所属   | 現     | 55,010票 | 40.79% | （推薦）自民党・民主党・公明党 |
| 高橋倫恵 | 52   | 無所属   | 新     | 20,288票 | 15.04% |                                |

2018年1月4日の仕事始め式のあとで、読売新聞の記者に対し「殺すぞ」「しゃべんな」「このくそがき」「支局長に落とし前つけさすからな」と発言したことがきっかけとなり、同年2月19日に辞職願を提出し、2月20日付で辞職した（後述）。

## 物議を醸した出来事
2014年
- 3月、市長選を控えた今村の政治団体「レコンキスタ西宮」は政策チラシ「レコンキスタ12号」を発行。同号に掲載されている人物写真に添えられたコメントの大半がその写真の人物の発言ではなかった。また、表紙で「私はまだ十代だから投票には行けません。ハタチ以上のオトナのひとたちは、どうか、ちゃんと投票に行ってください」というコメントを写真付きで添えた女性は未成年者ではなく、今村の事務所のスタッフであり、かつ西宮市民ではなかった[15]。
- 6月23日、上記チラシの問題につき、市議会定例会で大石伸雄市議から「過剰な演出ではないか」と指摘を受ける。このとき今村は「メッセージのイメージに合う人物をモデルに使ったにすぎず、記事は写真本人のメッセージではない」と認めた上で、「（掲載）人物の年齢や住所を掲載していないのに、なぜその情報を知っているのか」と反論した[15]。

2015年
- 1月15日、阪神・淡路大震災の被災者に対して市が提供した借り上げ復興住宅に関する報道が、在京テレビ局の番組で放送される。この報道に対し、市は「住み替えに対する市の支援策を紹介せず、追い出していると受け止められる内容で、公正さに欠ける偏向報道だ」として抗議し、テレビ局側が謝罪。これを受ける形で今村は1月23日の定例会見で、「重要政策の報道に関し、市が『偏向報道』と判断した場合、メディア名と抗議文を広報誌とホームページ上に掲載する。改善されない場合、今後その報道機関の取材には一切応じない」と発表した[16][17]。
- 1月26日、今村は記者会見を開き、3日前に行った自身の発言につき、「市に批判的な報道」を対象とするものと誤解される恐れがあるとして、「重大な誤解を与える報道をした場合には抗議し、改善を求める」との表現に改めた[18]。
- 1月28日、表現は改めたものの、ブログで「取材拒否の方針は撤回していない」ことを強調。また、26日の記者会見を取り上げた新聞6紙の記事を比較し、「毎日・神戸・朝日は、ほぼ正確に記者会見の内容を報道してくれているようです。他の事業者の商品では、さっそく完全な事実歪曲もあって笑えました」と、残り3紙を挑発した[19][20]。
- 2月4日、同志社大学名誉教授の渡辺武達は新聞の取材に対し、「（今村の態度は）報道の萎縮につながる危険性があり、憲法21条に違反する」と述べた。
- 10月21日、宝塚市長の中川智子は、記者会見よりもホームページでの文書掲載を優先する西宮市の方針に対し「ご自身中心の情報発信で、同じ首長として怒りに震える」と述べた。これに対し今村は「そんな方がいるのかと驚きに震えた」と返答した[21][22]。
- 11月16日、市長選で唯一応援を受けていた自身の出身会派「蒼士会」が「市長との信頼関係で疑義を持たざるを得ない問題が生じた」として解散。これにより市議会の6会派すべてが反市長派に回った[23]。
- 11月27日、市議会12月定例会に、市は、借り上げ復興住宅の住民7世帯を相手取り、住宅の明け渡しを求め提訴する議案を提出[24]。
- 12月15日、今村は自身のブログに「継続入居を認めるという方針変更は絶対にありません」「報道で西宮市当局の方針がぶれるようなことは絶対にないので、ご安心ください」と書き記した[25]。
- 12月25日、大川原成彦市議会議長はこれを受けて「議会の判断を全く理解していない。市民の声に耳を傾けながらかじを取るべきだ」と批判する声明を出した[26][27]。

2016年
- 5月28日、議会からの強い反発があったにもかかわらず、市は、市内青木町の借り上げ復興住宅の住民に対し明け渡しと損害賠償を求める訴訟を起こした。自治体による同種の訴訟は神戸市に次いで2例目[28]。
- 6月25日、西宮市が参議院選挙への投票を呼び掛ける目的で配布した広報誌「西宮市政ニュース」6月25日発行分に、「政治家は『国民の代表』ではなく『投票した人』の代表に過ぎない」との内容が記載された。記載内容が憲法43条違反であるとして市議会から追及を受ける。県選挙管理委員会からも「誤解を与える表現で不適切だ」と指摘されるが[29]、今村は「投票に行くことの意義・責任・正当性を訴える内容であり、不適切な表現ではない」と反論した[30]。
- 7月2日、上記問題につき、神戸市長の久元喜造は自身のブログで「明確な憲法違反であり、早急にこのようなふざけた見解を撤回すべき」と述べた[31]。これに対し今村は「近隣市長として、よその市長にあれこれ言うのはいかがなものか」と不快感を示した[32]。
- 7月8日、市議会の八木米太朗議長が「広報を私物化している」と批判し、「市長は『裸の王様』のようになっている」とコメントした[33]。
- 10月4日、前述の八木米太朗議長は記者会見を開き、9月7日の市議会における今村の様子を明らかにした。市議の一人がマニフェストの進捗状況について今村に質問したところ、今村は登壇した議員をずっとにらみつけていたという。八木は「いかがなものかと言わざるを得ない」と今村を批判した[34]。
- 11月27日、中高生を対象にした催し「中高生3万人の夢プロジェクト」が西宮市立子育て総合センターで開催[35]。中高生18人が市職員と議論するさなか、今村は突然「中高生のころ、教室の鍵を盗み、授業を抜け出してたばこを吸っていた」「教室の合鍵を作り、面白くない授業を抜け出して、たばこを吸い、マージャンをした」「見回りのガードマンにはエロ本やお酒を渡して味方に付けた」と過去の犯罪行為を肯定する発言を行った[36]。
- 12月8日、上記イベントを傍聴した一色風子市議は市議会12月定例会において次のように述べた。「話の内容は私の耳を疑うようなものだった」「市長には、教育大綱をつくった方々の思いを裏切ることのないように振る舞っていただきたい」[36][37]。
- 同日、今村は自身のブログで「ピンクのダサいスーツに黒縁眼鏡で『お下品ザマス！』って言っている女教師みたい」「キレイゴトは中高生を子ども扱いし、敬意を欠いている」と一色に反論した[38]。
- 12月19日、市議会最大会派は「議員を揶揄し、愚弄している」「中高生に模範を示すべき立場なのに問題」とし[39]、市議会はブログの削除と発言の撤回と謝罪を求める決議案を全会一致で可決した。今村は発言の撤回は拒否したが、ブログについては「コースが悪すぎて、当てちゃったという感じ。反省している」と述べた[40]。

2017年
- 3月、前年12月幹部会議での今村の発言を聞きつけた市議が3月定例会で問題視。同月に行われた幹部会議で今村は、情報漏えいについて幹部らにくぎを刺した後、数人の議員を名指しして批判を行った[41]。

2018年
- 1月4日午前、市幹部約260人が参加した西宮市の仕事始め式で、任期満了に伴う市長選に立候補しない考えと5月に退任する意向を表明した[42]。式終了後、退任の意向について確認しようとした読売新聞の男性記者に対し「殺すぞ」と発言。さらに振った手が男性記者の頬に触れた。エレベーターホールに向かう今村を記者が追いかけ、問いかけると「しゃべんな」と恫喝。エレベーターを待つ間も「このくそがき」「支局長に落とし前つけさすからな」と続けた。職員はエレベーターに乗り込もうとする記者を制止。今村はその横で「乗るな、ぼけ」と言った[12][13][43]。
- 1月12日、今村の上記発言について「恥ずべき言動で、市の名誉と品位を著しく傷つけた」として、西宮市議会議長の田中正剛及び副議長の渋谷祐介が揃って今村に対し5月の任期満了を待たずに辞職する考えはないかを問う声明文を提出した[44]。今村は「今後、選挙に関わることは2万％ない」と明言しつつ[45]、早期辞職については「毛頭ない」と述べ、議長らの要求を拒んだ。
- 1月19日、定例記者会見で神戸市北区の自宅取材を試みた読売記者について言及。「私有地に数十分間もとどまっているのは、性的関心があるか物取りのような、一般的には変質者だ」と話した[46][47]。
- 2月6日、市議会は、市長の退職金を減額する議案を2月20日開会の定例会に議員提案する方針で一致した[48]。
- 2月13日、市議会は、議会運営委員会を開き、同定例会で今村の施政方針演説や市議の代表質問を行わないことを決めた。また、田中正剛議長は今村の退職金を3割減額する条例案を提示した[49]。市によると、条例案が市議会で成立した場合、市長が5月まで働いた時の退職金は約1980万円、2月中に辞職すると退職金は約2710万円となる[42]。
- 2月19日、午前10時半ごろ、松永博副市長と掛田紀夫副市長に対し、5月の任期満了を待たず辞職する意向を伝え[50][51]、同日、代理の市職員を通じて田中議長に「退任願」を提出した。退任願は午後2時半ごろに受理された[51]。今村は退職の理由について公に説明することなく、正午ごろ退庁[50]。これに対し井戸敏三知事は同日の定例会見で「市政を投げ出したような感じを市民に与えることになり、残念だ」と述べた[47]。
- 2月20日、市議会は今村の辞職に全会一致で同意した[14]。今村は「体調不良」を理由に登庁せず、市議会本会議を欠席した[52]。夕方に自身のブログを更新。「どうせ三月は議会、四月は新年度当初で現場での引き継ぎや走り出しが中心」だから辞職したとつづった。そして「blogの更新もこれが最後です。Facebookのアカウントもしばらくしたら閉じます」「政治や新聞と永遠に関係のない人生を送ります」と述べた[53]。松永副市長と掛田副市長はこうした今村の姿勢について、「子どものよう。情けない」とコメントした[54]。
- 4月15日、今村の辞職に伴う市長選挙が行われ、市長退職金の廃止を公約とした石井登志郎が当選した[55]。

## 人物
- 有権者を「お客」と呼ぶ[5]。市議会の傍聴者に対してはしばしば「お客様」と呼んだ[56][57]。今村によれば、これは社会人時代に営業マンとして身につけた「社会のリアルな感覚」を政治に反映させたものであるという[5]。市議時代、「道路を広げたりカーブミラーを付けたりする政治に『お客さんが飽きてる』政治状況を根本から変えたい」「こっちも客を選ぶ」「『道路を作って』なんておれに言わないで」等のコメントを残している[5]。
- 市議会の傍聴者からのやじには過敏に反応した。市議1期目の2000年12月、やじを受けたことを一般質問の中で述べ、議長に対し「この議会というところは、何千人の市民の魂を背負った議員が、命をかけてプロとして仕事をしている場所です」「だれよりも愛している家族も来ている前で、私のプロとしての誇りと何千人もの市民の魂が踏みにじられました」と、やじを飛ばす傍聴者を取り締まるよう要求した[56]。
- 1995年1月17日に発生した阪神・淡路大震災では、西宮市の生家が全焼する被害を受ける。その時、震災対応に当たる自衛官や消防士の活動に感銘を受け、国や地域に尽くすために政治家を志望した[4]。
- 2011年の東日本大震災当時西宮市議会議員であった今村は、自身の3月13日付ブログで阪神・淡路大震災での感想として「ボランティアの連中」について「被災していない人間に被災者の気持ちが分かるわけがない」「ボランティアは、被災者が食うべきものを食い、被災者が飲むべき水を飲み、被災者が寝るべきところで寝る」等と記述した。「要はプロに任せること」「被災地に必要なのは、プロだけです」とボランティア不要・迷惑論を展開した[58]。
- 市議時代、政界入りする前の兵庫県西宮市職員の杉田水脈と共に連携し公務員改革の必要性を訴えた。杉田の上司で市長当時の今村にも仕えた職員は「2人は目立ちたがり屋という点が共通する。反発されると分かっていても一定のファンがいる以上、過激な発言を続けるしかないのだろう」と指摘した[59]。
- 市長在職中は「媚びない」政治を目指した[53]。市長を辞職した2018年2月20日に最後のブログを更新。「市長就任いらい、あたらしい西宮に益をもたらさない者には断じて媚びずにこれまでやってきました」「何にも媚びることなくその達成のために闘いきれたのは、政治家冥利に尽きます」「私は多くの人々の人権を踏みにじるマスコミに媚びるようなことは、社会正義を為すべき政治家としてやるべきではないと思っていました」「どれだけ攻撃に晒されても彼らに媚びないことで、マスコミとはどういうものか、多くの人に訴えることもできたと思っています」と思いの丈をつづった[53]。
- 尊敬するものとして、小沢一郎の哲学と野中広務の手腕を挙げている[5]。
- 身長166cm。
- 趣味は料理、ギター演奏、サッカー。好きな言葉は「照見五蘊皆空　度一切苦厄」（般若心経の一節）。オフィシャルサイトのデザインは今村自身の手によるものである[4]。
- フジテレビアナウンサーの佐々木恭子は、小学校時代の同級生である。